# Campionato mondiale maschile under 17 di calcio 2015
Il Campionato mondiale di calcio Under-17 2015 è stato la sedicesima edizione del torneo internazionale di calcio giovanile. Il torneo si è svolto in Cile dal 17 ottobre 2015 all'8 novembre 2015. La Nigeria ha vinto il titolo per la quinta volta, la seconda consecutiva.

## Scelta della sede
Sono stati 4 i paesi interessati ad ospitare l'evento che hanno inviato la propria candidatura ufficiale alla FIFA:
- Cile
- Russia
- Tunisia
- Galles

La decisione finale è stata presa durante la riunione del Comitato Esecutivo FIFA svoltasi il 3 marzo 2011 e ha determinato la definitiva assegnazione del torneo al Cile.

## Città e stadi
| La Serena                       | Chillán Coquimbo Concepción La Serena Puerto Montt Santiago Talca Viña del Mar | Coquimbo                                 |
| ------------------------------- | ------------------------------------------------------------------------------ | ---------------------------------------- |
| Estadio La Portada              | Chillán Coquimbo Concepción La Serena Puerto Montt Santiago Talca Viña del Mar | Estadio Francisco Sánchez Rumoroso       |
| Capienza: 18 243                | Chillán Coquimbo Concepción La Serena Puerto Montt Santiago Talca Viña del Mar | Capienza: 18 750                         |
|                                 | Chillán Coquimbo Concepción La Serena Puerto Montt Santiago Talca Viña del Mar |                                          |
| Viña del Mar                    | Chillán Coquimbo Concepción La Serena Puerto Montt Santiago Talca Viña del Mar | Santiago                                 |
| Estadio Sausalito               | Chillán Coquimbo Concepción La Serena Puerto Montt Santiago Talca Viña del Mar | Estadio Nacional Julio Martínez Prádanos |
| Capienza: 22 340                | Chillán Coquimbo Concepción La Serena Puerto Montt Santiago Talca Viña del Mar | Capienza: 48 665                         |
|                                 | Chillán Coquimbo Concepción La Serena Puerto Montt Santiago Talca Viña del Mar |                                          |
| Talca                           | Chillán Coquimbo Concepción La Serena Puerto Montt Santiago Talca Viña del Mar | Chillán                                  |
| Estadio Fiscal de Talca         | Chillán Coquimbo Concepción La Serena Puerto Montt Santiago Talca Viña del Mar | Estadio Municipal Nelson Oyarzún Arenas  |
| Capienza: 8 200                 | Chillán Coquimbo Concepción La Serena Puerto Montt Santiago Talca Viña del Mar | Capienza: 12 000                         |
|                                 | Chillán Coquimbo Concepción La Serena Puerto Montt Santiago Talca Viña del Mar |                                          |
| Concepción                      | Chillán Coquimbo Concepción La Serena Puerto Montt Santiago Talca Viña del Mar | Puerto Montt                             |
| Estadio Municipal de Concepción | Chillán Coquimbo Concepción La Serena Puerto Montt Santiago Talca Viña del Mar | Estadio Regional de Chinquihue           |
| Capienza: 30 448                | Chillán Coquimbo Concepción La Serena Puerto Montt Santiago Talca Viña del Mar | Capienza: 10 000                         |
|                                 | Chillán Coquimbo Concepción La Serena Puerto Montt Santiago Talca Viña del Mar |                                          |

## Squadre partecipanti
| Confederazione                                        | Torneo di qualificazione                   | Qualificate                                        |
| ----------------------------------------------------- | ------------------------------------------ | -------------------------------------------------- |
| AFC (Asia)                                            | Campionato asiatico Under-16 2014          | Australia Corea del Nord Corea del Sud Siria       |
| CAF (Africa)                                          | Campionato africano Under-17 2015          | Guinea Mali Nigeria Sudafrica                      |
| CONCACAF (America Centrale, Settentrionale e Caraibi) | Campionato CONCACAF Under-17 2015          | Costa Rica Honduras Messico Stati Uniti            |
| CONMEBOL (Sud America)                                | Campionato sudamericano Under-17 2015      | Argentina Brasile Ecuador Paraguay                 |
| OFC (Oceania)                                         | Campionato oceaniano Under-17 2015         | Nuova Zelanda                                      |
| UEFA (Europa)                                         | Campionato europeo di calcio Under-17 2015 | Belgio Croazia Inghilterra Francia Germania Russia |
| Nazione ospitante                                     | Nazione ospitante                          | Cile                                               |

## Fase a gironi

### Gruppo A
| Pos. | Squadra     | Pt | G | V | N | P | GF | GS | DR |
| ---- | ----------- | -- | - | - | - | - | -- | -- | -- |
| 1.   | Nigeria     | 6  | 3 | 2 | 0 | 1 | 8  | 3  | +5 |
| 2.   | Croazia     | 5  | 3 | 1 | 2 | 0 | 5  | 4  | +1 |
| 3.   | Cile        | 4  | 3 | 1 | 1 | 1 | 6  | 7  | -1 |
| 4.   | Stati Uniti | 1  | 3 | 0 | 1 | 2 | 3  | 8  | -5 |

| Arbitro: | Deniz Aytekin |

|                      |           |  |
| Agor 50’ Osimhen 61’ | Marcatori |  |

| Arbitro: | Abdulrahman Al-Jassim |

|              |           |         |
| Y. Leiva 33’ | Marcatori | 8’ Moro |

| Arbitro: | Enrique Cáceres |

|                            |           |                           |
| C. Pulisic 20’ Vázquez 40’ | Marcatori | 65’ K. Majić 77’ Ivanušec |

| Arbitro: | Ruddy Buquet |

|             |           |                                                              |
| Allende 81’ | Marcatori | 1’, 61’ Chukwueze 17’ (rig.) Nwakali 66’ (rig.), 86’ Osimhen |

| Arbitro: | Matej Jug |

|             |           |                                             |
| Vázquez 10’ | Marcatori | 20’ Allende 52’ Mazuela 86’ Jara 90+3’ Moya |

| Arbitro: | Wilson Lamouroux |

|                       |           |             |
| Brekalo 50’ Majić 54’ | Marcatori | 20’ Osimhen |

### Gruppo B
| Pos. | Squadra       | Pt | G | V | N | P | GF | GS | DR |
| ---- | ------------- | -- | - | - | - | - | -- | -- | -- |
| 1.   | Corea del Sud | 7  | 3 | 2 | 1 | 0 | 2  | 0  | +2 |
| 2.   | Brasile       | 6  | 3 | 2 | 0 | 1 | 4  | 2  | +2 |
| 3.   | Inghilterra   | 2  | 3 | 0 | 2 | 1 | 1  | 2  | -1 |
| 4.   | Guinea        | 1  | 3 | 0 | 1 | 2 | 2  | 5  | -3 |

| Arbitro: | Roberto Tobar |

|           |           |                 |
| Hinds 61’ | Marcatori | 76’ N. Bangoura |

| Arbitro: | Ricardo Montero |

|  |           |               |
|  | Marcatori | 79’ Jang J.W. |

| Arbitro: | Mohammed Abdulla Hassan |

|  |           |                |
|  | Marcatori | 67’ Leandrinho |

| Arbitro: | Héctor Rodríguez |

|               |           |  |
| Oh S.H. 90+2’ | Marcatori |  |

| Arbitro: | Deniz Aytekin |

|           |           |                                                    |
| Sylla 83’ | Marcatori | 15’ (rig.) Lincoln 33’ Leandrinho 67’ Arthur Gomes |

| Coquimbo 23 ottobre 2015, ore 17:00 UTC-3 | Corea del Sud   | 0 – 0 referto | Inghilterra | Estadio Francisco Sánchez Rumoroso (5 606 spett.)\| Arbitro: \| Valdin Legister \| |
| Arbitro:                                  | Valdin Legister |               |             |                                                                                    |

### Gruppo C
| Pos. | Squadra   | Pt | G | V | N | P | GF | GS | DR |
| ---- | --------- | -- | - | - | - | - | -- | -- | -- |
| 1.   | Messico   | 7  | 3 | 2 | 1 | 0 | 4  | 1  | 3  |
| 2.   | Germania  | 6  | 3 | 2 | 0 | 1 | 9  | 3  | 6  |
| 3.   | Australia | 4  | 3 | 1 | 1 | 1 | 3  | 5  | -2 |
| 4.   | Argentina | 0  | 3 | 0 | 0 | 3 | 1  | 8  | -7 |

| Arbitro: | Mehdi Abid Charef |

|            |           |                                            |
| Waring 54’ | Marcatori | 14’ Passlack 25’, 39’ Eggestein 65’ Janelt |

| Arbitro: | Danny Makkelie |

|                               |           |  |
| Magaña 10’ Venegas 77’ (rig.) | Marcatori |  |

| Chillán 21 ottobre 2015, ore 17:00 UTC-3 | Australia     | 0 – 0 referto | Messico | Estadio Municipal Nelson Oyarzún Arenas (8 469 spett.)\| Arbitro: \| Janny Sikazwe \| |
| Arbitro:                                 | Janny Sikazwe |               |         |                                                                                       |

| Arbitro: | Ricardo Montero |

|  |           |                                                           |
|  | Marcatori | 5’ Janelt 32’ Eggestein 45+2’ (rig.) Passlack 67’ Schmidt |

| Arbitro: | Ruddy Buquet |

|                     |           |                  |
| Conechny 67’ (rig.) | Marcatori | 25’, 52’ Panetta |

| Arbitro: | Enrique Cáceres |

|               |           |                       |
| Eggestein 68’ | Marcatori | 59’ López 65’ Venegas |

### Gruppo D
| Pos. | Squadra  | Pt | G | V | N | P | GF | GS | DR |
| ---- | -------- | -- | - | - | - | - | -- | -- | -- |
| 1.   | Mali     | 7  | 3 | 2 | 1 | 0 | 5  | 1  | 4  |
| 2.   | Ecuador  | 6  | 3 | 2 | 0 | 1 | 6  | 3  | 3  |
| 3.   | Belgio   | 4  | 3 | 1 | 1 | 1 | 2  | 3  | -1 |
| 4.   | Honduras | 0  | 3 | 0 | 0 | 3 | 2  | 8  | -6 |

| Talca 18 ottobre 2015, ore 16:00 UTC-3 | Belgio       | 0 – 0 referto | Mali | Estadio Fiscal de Talca (3 509 spett.)\| Arbitro: \| Nick Waldron \| |
| Arbitro:                               | Nick Waldron |               |      |                                                                      |

| Arbitro: | Michael Oliver |

|           |           |                                             |
| Grant 83’ | Marcatori | 7’ Guerrero 19’ (rig.) Estupiñan 76’ Cortéz |

| Arbitro: | Diego Haro |

|                      |           |           |
| Vancamp 21’ Rigo 78’ | Marcatori | 49’ Leiva |

| Arbitro: | Martin Strömbergsson |

|                      |           |                        |
| Estupiñan 70’ (rig.) | Marcatori | 9’ B. Traoré 61’ Mallé |

| Arbitro: | Nick Waldron |

|                                   |           |  |
| A. Haidara 7’ Danté 34’ Mallé 56’ | Marcatori |  |

| Arbitro: | Abdulrahman Al-Jassim |

|                         |           |  |
| Corozo 40’ Guerrero 73’ | Marcatori |  |

### Gruppo E
| Pos. | Squadra        | Pt | G | V | N | P | GF | GS | DR |
| ---- | -------------- | -- | - | - | - | - | -- | -- | -- |
| 1.   | Russia         | 7  | 3 | 2 | 1 | 0 | 5  | 1  | 4  |
| 2.   | Costa Rica     | 4  | 3 | 1 | 1 | 1 | 4  | 4  | 0  |
| 3.   | Corea del Nord | 4  | 3 | 1 | 1 | 1 | 3  | 4  | -1 |
| 4.   | Sudafrica      | 1  | 3 | 0 | 1 | 2 | 2  | 5  | -3 |

| Arbitro: | Mohd Amirul Izwan Yaacob |

|          |           |                           |
| Mayo 90’ | Marcatori | 7’ Masis 63’ (rig.) Reyes |

| Arbitro: | Wilson Lamouroux |

|  |           |                       |
|  | Marcatori | 3’ Galanin 52’ Chalov |

| Arbitro: | Yevhen Aranovskyi |

|                     |           |                     |
| Mukumela 10’ (rig.) | Marcatori | 17’ (rig.) Kim W.S. |

| Arbitro: | Roberto Tobar |

|            |           |             |
| Chalov 82’ | Marcatori | 71’ Ramírez |

| Arbitro: | Diego Haro |

|                           |           |  |
| Makhatadze 5’ (rig.), 89’ | Marcatori |  |

| Arbitro: | Danny Makkelie |

|           |           |                              |
| Mesén 84’ | Marcatori | 14’ Pak Y.G. 90+3’ Jong C.B. |

### Gruppo F
| Pos. | Squadra       | Pt | G | V | N | P | GF | GS | DR |
| ---- | ------------- | -- | - | - | - | - | -- | -- | -- |
| 1.   | Francia       | 9  | 3 | 3 | 0 | 0 | 14 | 4  | 10 |
| 2.   | Nuova Zelanda | 4  | 3 | 1 | 1 | 1 | 3  | 7  | -4 |
| 3.   | Paraguay      | 3  | 3 | 1 | 0 | 2 | 8  | 7  | 1  |
| 4.   | Siria         | 1  | 3 | 0 | 1 | 2 | 1  | 8  | -7 |

| Arbitro: | Valdin Legister |

|             |           |                                                                                     |
| McGarry 76’ | Marcatori | 15’ (aut.) McGarry 32’ Boutobba 34’ Maouassa 42’ Doucouré 45’ Georgen 90+2’ Édouard |

| Arbitro: | Matej Jug |

|            |           |                                                |
| Al-Aji 62’ | Marcatori | 30’ Morel 34’ Villalba 65’ Colmán 90’ Ferreira |

| Puerto Montt 22 ottobre 2015, ore 17:00 UTC-3 | Nuova Zelanda   | 0 – 0 referto | Siria | Estadio Regional de Chinquihue (8 955 spett.)\| Arbitro: \| Malang Diedhiou \| |
| Arbitro:                                      | Malang Diedhiou |               |       |                                                                                |

| Arbitro: | Mehdi Abid Charef |

|                                            |           |                                          |
| Aranda 45’ (rig.) Villalba 57’ Paredes 62’ | Marcatori | 3’ Boutobba 22’, 71’ Ikoné 59’ Upamecano |

| Arbitro: | Janny Sikazwe |

|                                                 |           |  |
| Janvier 22’, 46’ Édouard 32’ Claude-Maurice 66’ | Marcatori |  |

| Arbitro: | Yevhen Aranovskyi |

|             |           |                          |
| Ñamandú 43’ | Marcatori | 11’ Ashworth 90+1’ Imrie |

### Confronto tra le terze classificate
|   | Squadra        | Pt | G | V | N | P | GF | GS | DR |
| - | -------------- | -- | - | - | - | - | -- | -- | -- |
| A | Cile           | 4  | 3 | 1 | 1 | 1 | 6  | 7  | -1 |
| E | Corea del Nord | 4  | 3 | 1 | 1 | 1 | 3  | 4  | -1 |
| D | Belgio         | 4  | 3 | 1 | 1 | 1 | 2  | 3  | -1 |
| C | Australia      | 4  | 3 | 1 | 1 | 1 | 3  | 5  | -2 |
| F | Paraguay       | 3  | 3 | 1 | 0 | 2 | 8  | 7  | 1  |
| B | Inghilterra    | 2  | 3 | 0 | 2 | 1 | 1  | 2  | -1 |

| Gruppi delle migliori terze | Vincente gruppo A | Vincente gruppo B | Vincente gruppo C | Vincente gruppo D |
| --------------------------- | ----------------- | ----------------- | ----------------- | ----------------- |
| A B C D                     | 3C                | 3D                | 3A                | 3B                |
| A B C E                     | 3C                | 3A                | 3B                | 3E                |
| A B C F                     | 3C                | 3A                | 3B                | 3F                |
| A B D E                     | 3D                | 3A                | 3B                | 3E                |
| A B D F                     | 3D                | 3A                | 3B                | 3F                |
| A B E F                     | 3E                | 3A                | 3B                | 3F                |
| A C D E                     | 3C                | 3D                | 3A                | 3E                |
| A C D F                     | 3C                | 3D                | 3A                | 3F                |
| A C E F                     | 3C                | 3A                | 3F                | 3E                |
| A D E F                     | 3D                | 3A                | 3F                | 3E                |
| B C D E                     | 3C                | 3D                | 3B                | 3E                |
| B C D F                     | 3C                | 3D                | 3B                | 3F                |
| B C E F                     | 3E                | 3C                | 3B                | 3F                |
| B D E F                     | 3E                | 3D                | 3B                | 3F                |
| C D E F                     | 3C                | 3D                | 3F                | 3E                |

## Fase a eliminazione diretta

### Tabellone
|  | Ottavi di finale          | Ottavi di finale           |                            |       | Quarti di finale          | Quarti di finale          |                           |                           | Semifinali | Semifinali |  |  | Finale | Finale |
|  |                           |                            |                            |       |                           |                           |                           |                           |            |            |  |  |        |        |
|  | 29 ottobre - Concepción   |                            |                            |       |                           |                           |                           |                           |            |            |  |  |        |        |
|  |                           |                            |                            |       |                           |                           |                           |                           |            |            |  |  |        |        |
|  | Croazia                   | 2                          |                            |       |                           |                           |                           |                           |            |            |  |  |        |        |
|  | Croazia                   | 2                          | 1º novembre - Chillán      |       |                           |                           |                           |                           |            |            |  |  |        |        |
|  | Germania                  | 0                          |                            |       |                           |                           |                           |                           |            |            |  |  |        |        |
|  | Germania                  | 0                          | Croazia                    | 0     |                           |                           |                           |                           |            |            |  |  |        |        |
|  | 29 ottobre - Talca        |                            | Croazia                    | 0     |                           |                           |                           |                           |            |            |  |  |        |        |
|  |                           | Mali                       | 1                          |       |                           |                           |                           |                           |            |            |  |  |        |        |
|  | Mali                      | Mali                       | 1                          | 3     |                           |                           |                           |                           |            |            |  |  |        |        |
|  | Mali                      |                            | 5 novembre - La Serena     | 3     |                           |                           |                           |                           |            |            |  |  |        |        |
|  | Corea del Nord            | 0                          |                            |       |                           |                           |                           |                           |            |            |  |  |        |        |
|  | Corea del Nord            | 0                          | Mali                       | 3     |                           |                           |                           |                           |            |            |  |  |        |        |
|  | 28 ottobre - La Serena    |                            | Mali                       | 3     |                           |                           |                           |                           |            |            |  |  |        |        |
|  |                           | Belgio                     | 1                          |       |                           |                           |                           |                           |            |            |  |  |        |        |
|  | Corea del Sud             | Belgio                     | 1                          | 0     |                           |                           |                           |                           |            |            |  |  |        |        |
|  | Corea del Sud             | 2 novembre - Concepción    |                            | 0     |                           |                           |                           |                           |            |            |  |  |        |        |
|  | Belgio                    | 2                          |                            |       |                           |                           |                           |                           |            |            |  |  |        |        |
|  | Belgio                    | 2                          | Belgio                     | 1     |                           |                           |                           |                           |            |            |  |  |        |        |
|  | 29 ottobre - Puerto Montt |                            | Belgio                     | 1     |                           |                           |                           |                           |            |            |  |  |        |        |
|  |                           | Costa Rica                 | 0                          |       |                           |                           |                           |                           |            |            |  |  |        |        |
|  | Francia                   | Costa Rica                 | 0                          | 0 (3) |                           |                           |                           |                           |            |            |  |  |        |        |
|  | Francia                   |                            | 8 novembre - Viña del Mar  | 0 (3) |                           |                           |                           |                           |            |            |  |  |        |        |
|  | Costa Rica (dcr)          | 0 (5)                      |                            |       |                           |                           |                           |                           |            |            |  |  |        |        |
|  | Costa Rica (dcr)          | 0 (5)                      | Mali                       | 0     |                           |                           |                           |                           |            |            |  |  |        |        |
|  | 29 ottobre - Concepción   |                            | Mali                       | 0     |                           |                           |                           |                           |            |            |  |  |        |        |
|  |                           | Nigeria                    | 2                          |       |                           |                           |                           |                           |            |            |  |  |        |        |
|  | Russia                    | Nigeria                    | 2                          | 1     |                           |                           |                           |                           |            |            |  |  |        |        |
|  | Russia                    | 2 novembre - Coquimbo      |                            | 1     |                           |                           |                           |                           |            |            |  |  |        |        |
|  | Ecuador                   | 4                          |                            |       |                           |                           |                           |                           |            |            |  |  |        |        |
|  | Ecuador                   | 4                          | Ecuador                    | 0     |                           |                           |                           |                           |            |            |  |  |        |        |
|  | 28 ottobre - Chillán      |                            | Ecuador                    | 0     |                           |                           |                           |                           |            |            |  |  |        |        |
|  |                           | Messico                    | 2                          |       |                           |                           |                           |                           |            |            |  |  |        |        |
|  | Messico                   | Messico                    | 2                          | 4     |                           |                           |                           |                           |            |            |  |  |        |        |
|  | Messico                   |                            | 5 novembre - Concepción    | 4     |                           |                           |                           |                           |            |            |  |  |        |        |
|  | Cile                      | 1                          |                            |       |                           |                           |                           |                           |            |            |  |  |        |        |
|  | Cile                      | 1                          | Messico                    | 2     |                           |                           |                           |                           |            |            |  |  |        |        |
|  | 28 ottobre - Viña del Mar |                            | Messico                    | 2     |                           |                           |                           |                           |            |            |  |  |        |        |
|  |                           | Nigeria                    | 4                          |       | Finale per il terzo posto | Finale per il terzo posto |                           |                           |            |            |  |  |        |        |
|  | Brasile                   | Nigeria                    | 4                          | 1     | Finale per il terzo posto | Finale per il terzo posto |                           |                           |            |            |  |  |        |        |
|  | Brasile                   | 1º novembre - Viña del Mar | 1º novembre - Viña del Mar | 1     |                           |                           | 8 novembre - Viña del Mar | 8 novembre - Viña del Mar |            |            |  |  |        |        |
|  | Nuova Zelanda             | 1º novembre - Viña del Mar | 1º novembre - Viña del Mar | 0     |                           |                           | 8 novembre - Viña del Mar | 8 novembre - Viña del Mar |            |            |  |  |        |        |
|  | Nuova Zelanda             | Brasile                    | 0                          | 0     | Belgio                    | 3                         |                           |                           |            |            |  |  |        |        |
|  | 28 ottobre - Viña del Mar | Brasile                    | 0                          |       | Belgio                    | 3                         |                           |                           |            |            |  |  |        |        |
|  |                           | Nigeria                    | 3                          |       | Messico                   | 2                         |                           |                           |            |            |  |  |        |        |
|  | Nigeria                   | Nigeria                    | 3                          | 6     | Messico                   | 2                         |                           |                           |            |            |  |  |        |        |
|  | Nigeria                   |                            |                            | 6     |                           |                           |                           |                           |            |            |  |  |        |        |
|  | Australia                 | 0                          |                            |       |                           |                           |                           |                           |            |            |  |  |        |        |
|  | Australia                 | 0                          |                            |       |                           |                           |                           |                           |            |            |  |  |        |        |

### Ottavi di finale
| Arbitro: | Mohd Amirul Izwan Yaacob |

|                            |           |  |
| Luís Henrique 90+6’ (rig.) | Marcatori |  |

| Arbitro: | Michael Oliver |

|                                                |           |              |
| Zamudio 42’ López 61’ Aguirre 69’ Cortés 90+3’ | Marcatori | 40’ B. Leiva |

| Arbitro: | Roberto Tobar |

|                                                                   |           |  |
| Osimhen 22’, 73’, 79’ Nwakali 25’ (rig.) Essien 86’ Chukwueze 88’ | Marcatori |  |

| Arbitro: | Malang Diedhiou |

|  |           |                         |
|  | Marcatori | 11’ Vancamp 67’ Verreth |

| Arbitro: | Martin Strömbergsson |

|                       |           |  |
| Moro 18’ Lovren 90+1’ | Marcatori |  |

| Arbitro: | Mohammed Abdulla Hassan |

|                              |           |  |
| A. Haidara 8’ Maiga 37’, 48’ | Marcatori |  |

| Arbitro: | Janny Sikazwe |

|            |           |                                         |
| Chalov 16’ | Marcatori | 3’, 65’ Pereira 17’ Corozo 78’ Nazareno |

| Arbitro: | Wilson Lamouroux |

|                                        |                      |                                       |
| Édouard Cognat Reine-Adélaïde Boutobba | Tiri di rigore 3 – 5 | Córdoba Juárez Arboine Villegas Reyes |

### Quarti di finale
| Arbitro: | Matej Jug |

|  |           |                                     |
|  | Marcatori | 29’ Osimhen 30’ Michael 34’ Anumudu |

| Arbitro: | Enrique Cáceres |

|  |           |           |
|  | Marcatori | 20’ Koita |

| Arbitro: | Ruddy Buquet |

|  |           |                                |
|  | Marcatori | 41’ Zamudio 55’ (rig.) Salazar |

| Arbitro: | Janny Sikazwe |

|          |           |  |
| Rigo 27’ | Marcatori |  |

### Semifinali
| Arbitro: | Roberto Tobar |

|                                   |           |          |
| B. Traoré 22’ Maiga 55’ Koita 85’ | Marcatori | 16’ Rigo |

| Arbitro: | Mohammed Abdulla Hassan |

|                      |           |                                                       |
| Magaña 7’ Cortés 59’ | Marcatori | 35’ Nwakali 43’ Okwonkwo 67’ Ebere 83’ (rig.) Osimhen |

### Finale 3º posto
| Arbitro: | Abdulrahman Al-Jassim |

|                                        |           |                              |
| Van Vaerenbergh 54’ Vanzeir 73’, 90+3’ | Marcatori | 58’ (rig.) Marín 88’ Venegas |

### Finale
| Arbitro: | Michael Oliver |

|  |           |                          |
|  | Marcatori | 56’ Osimhen 59’ Bamgboye |

## Classifica marcatori
| Gol |  |  | Giocatore                 | Squadra  |
| --- |  |  | ------------------------- | -------- |
| 10  |  |  | Victor Osimhen            | Nigeria  |
| 4   |  |  | Johannes Eggestein        | Germania |
| 3   |  |  | Dante Rigo                | Belgio   |
| 3   |  |  | Sidiki Maiga              | Mali     |
| 3   |  |  | Francisco Eduardo Venegas | Messico  |
| 3   |  |  | Kelechi Nwakali           | Nigeria  |
| 3   |  |  | Samuel Chukwueze          | Nigeria  |
| 3   |  |  | Fëdor Čalov               | Russia   |

## Premi individuali
I seguenti premi sono stati assegnati alla fine del torneo. Tutti i premi, tranne il FIFA Fair Play Award, erano sponsorizzati da adidas.
| Pallone d'oro        | Pallone d'argento  | Pallone di bronzo |
| -------------------- | ------------------ | ----------------- |
| Kelechi Nwakali      | Victor Osimhen     | Ally Malle        |
| Scarpa d'oro         | Scarpa d'argento   | Scarpa di bronzo  |
| Victor Osimhen       | Johannes Eggestein | Samuel Chukwueze  |
| 10 gol (2 assist)    | 4 gol (0 assist)   | 3 gol (3 assist)  |
| Guanto d'oro         |                    |                   |
| Samuel Diarra        |                    |                   |
| FIFA Fair Play Award |                    |                   |
| Ecuador              |                    |                   |